# Maurizio d'Alberti della Briga
Maurizio d'Alberti della Briga (Briga Marittima, 30 novembre 1804 – Briga Marittima, 15 aprile 1887) è stato un politico e generale italiano.

## Biografia
Fu deputato del Regno di Sardegna per tre legislature, eletto nel collegio di Sospello. Ufficiale superiore del Genio, cessò il mandato a seguito di promozione al grado di maggior generale.
Maurizio era fratello del conte Pietro Francesco d'Alberti della Briga nato il 20 gennaio 1800, sposato il 5 aprile 1842 con Anastasia Cotta Lascaris, morto il 25 settembre 1866. 
Da Pietro Francesco discendono gli attuali Conti d'Alberti della Briga (Gabriele, Guido, Marco e Théodore). 